# Elisa Kadigia Bove
Elisa Kadigia Bove (Mogadiscio, 1942) è un'attrice italiana.

## Biografia
Figlia di un soldato italiano e una donna somala, dopo aver frequentato il Piccolo Teatro diretto da Strehler, ha iniziato una lunga carriera come attrice e cantante, tra teatro, cinema e televisione. Ha interpretato molte opere del compositore d'avanguardia italiano Luigi Nono, tra le quali A floresta e jovem e cheia de vida, Un volto del mare, Contrappunto dialettico alla mente e Y entonces Comprendió. Ha debuttato come attrice nel film I dannati della terra, diretto da Valentino Orsini e in seguito ha recitato in alcuni B-movies verso la fine degli anni sessanta ed ottanta, mentre il suo ultimo ruolo è stato in una commedia diretta da Cristina Comencini. È stata anche presidente dell'Associazione donne immigrate africane (ADIA), organizzazione senza scopo di lucro al servizio delle donne immigrate africane in Italia.

## Vita privata
È stata la seconda moglie di Achille Occhetto, al quale ha dato due figli: Massimiliano e Malcom (quest'ultimo deceduto per un infarto a Las Palmas de Gran Canaria il 23 ottobre 2022 a 54 anni).

## Filmografia
- I dannati della terra, regia di Valentino Orsini (1969)
- Il gatto selvaggio, regia di Andrea Frezza (1969)
- Macabro, regia di Lamberto Bava (1980)
- Occhio, malocchio, prezzemolo e finocchio, regia di Sergio Martino (1983)
- Matrimoni, regia di Cristina Comencini (1998)

## Televisione

### Pubblicità
In televisione Elisa ha partecipato a quattro serie della rubrica pubblicitaria televisiva Carosello:
- nel 1963 pubblicizzando i frigoriferi Atlantic electric[3];
- nel 1964 e 1965 elettrodomestici e televisori per il medesimo sponsor[3];
- nel 1966 e 1967 elettrodomestici, frigoriferi e televisori della stessa casa produttrice[4].